# Palatine Bridge (New York)
Palatine Bridge (deutsch: Pfälzer Brücke) ist ein Dorf im  Montgomery County im Bundesstaat New York der Vereinigten Staaten von Amerika. Bei der Volkszählung 2010 hatte der Ort 737 Einwohner. Er liegt im westlichen Teil des County, westlich von Amsterdam, direkt am Mohawk River.

## Geschichte
Palatine Bridge wurde 1723 von sogenannten „German Palatines“ gegründet, die infolge der Massenauswanderung der Pfälzer 1709 in die USA gekommen waren. Der Name basiert auf einer 1798 gebauten Brücke über den Mohawk River, die den Ort mit der gegenüberliegenden Stadt Canajoharie verbindet.
Der Ort verfügt über mehrere Sehenswürdigkeiten, die in das National Register of Historic Places aufgenommen wurden:
- das 1808 erbaute Frey House,[2]
- das Palatine Bridge Freight House, ein historischer Güterbahnhof, erbaut Mitte der 1850er Jahre,
- das Webster Wagner House, Wohnhaus des Eisenbahnunternehmers Webster Wagner (1817–1882).

## Persönlichkeiten
- Webster Wagner (1817–1882), Gründer der Wagner Palace Car Company und Politiker